# Христианский Восток (журнал)
Христианский Восток — российский научно-исторический журнал, посвящённый изучению христианской культуры народов Азии и Африки.

## История
В 1911 году по инициативе русских востоковедов Н. Я. Марра, Б. А. Тураева и В. Н. Бенешевича была составлена и подана записка в историко-филологическое отделение Императорской академии наук об основании «особого органа для изучения христианской культуры народов Азии и Африки». Журнал был учреждён в 1912 году с подзаголовком «Cерия, посвященная изучению христианской культуры народов Азии и Африки». Издавался в Санкт-Петербурге. Первый выпуск вышел в 1912 году. В 1921 году издание журнала было переведено в Тбилиси. Затем был закрыт Советской властью, не желавшей допускать «религиозной пропаганды под видом науки». С 1912 по 1921 год было издано 6 томов по три выпуска каждого.
Решение о возрождении журнала было принято по инициативе группы московских и петербургских учёных и в 1998 году вышел первый номер «Новой серии». Главным редактором стал член-корреспондент РАН М. Б. Пиотровский. Журнал стал международным изданием со статьями на нескольких языках.

В. Н. Бенешевич
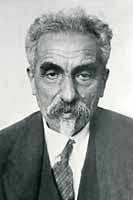
Н. Я. Марр
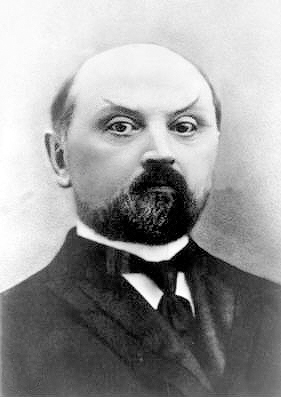
Б. А. Тураев